# فرانز كوهن
فرانز كوهن (بالألمانية: Franz Kuhn)‏ (و. 1884 – 1961 م) هو لغوي، ومؤلف، ومترجم، وكاتب، ومحامي ألماني، ولد في فرانكنبرغ زاكسن، توفي في فرايبورغ، عن عمر يناهز 77 عاماً.

## التعليم
تعلم في جامعة لايبتزغ، وجامعة هومبولت في برلين.

## جوائز
حصل على جوائز منها:
- جائزة المنافسة العامة  [لغات أخرى]‏ (1946)
- قائد الفنون والآداب